# József Tóth (fotograf)
József Tóth (někdy József Tóth Füles; * 25. května 1940, Budapešť) je maďarský karikaturista, fotoeditor, reklamní a ilustrační fotograf.

## Životopis
Jeho zájem o výtvarné umění začal již během středoškolských let, což se projevilo kresbou karikatur.
V roce 1960 se stal vyučeným fotografem v MTI Foto, poté se po složení odborné zkoušky stal reklamním fotografem. Inspiraci nacházel u fotografů jako byli Zacsek Gyula nebo József Németh. Némethův vliv se ukázal jako rozhodující, pracovní metoda, kterou se u něj naučil, zásadně ovlivnila jeho styl, který se vyznačuje kombinovaným využitím fotografie a grafiky. V letech 1960-1965 se jeho kresby objevily v bezpočtu novin a časopisů, převážně bez textu: Füles, Orszá -Világ, Lobogó, Nők Lapja, Magyar Szemle atd.
Od roku 1970 pracuje na volné noze. Svými díly přinesl nový přístup k tomuto žánru a vytvořil novou školu.
Před rokem 1972 byly v Maďarsku pouze grafické reklamy a žádné fotografické. Velkým průlomem byla reklama Tehéntúro v roce 1974. Na své fotografii měl kozí hlavu vyrobenou z tvarohu, nozdry z rozpůlených rajčat, ušima ze zelené papriky a rohy ze dvou rohlíků.
Všichni snímek kritizovali, ale jeden z členů poroty, grafik Ferenc Töreky, je konfrontoval a řekl jim, že žárlí - výbuch byl tak účinný, že to nakonec nechali být. Bohužel pro ně snímek toho roku vyhrál cenu plakát roku a divácký úspěch byl také úžasný. " - József Tóth
Díla Józsefa Fülese Tótha se vyznačovala promyšlenou kompozicí, nápady, humorem a velkolepým podáním, které v sedmdesátých letech představovalo zvláště nový tón a styl. V roce 1965 byl přijat do Svazu maďarských fotografů jako uznání za jeho do té doby nepříliš oceňovanou reklamní fotografii.
Dne 8. února 2019 se József Füles Tóth představil na výstavě Legendární fotomodelky XX od 19. století v galerii  Klebelsberg Kultúrkúria, na které představil výběr svých oblíbených modelek z hrdinské éry reklamní fotografie, která byla zároveň celoživotní výstavou.

## Samostatné výstavy
- 1966: MTI Vadas Ernő terme
- 1983: Debrecín
- 1985: Galerie Vigadó, Budapešť
- 1988: Fotogalerie, Budapešť

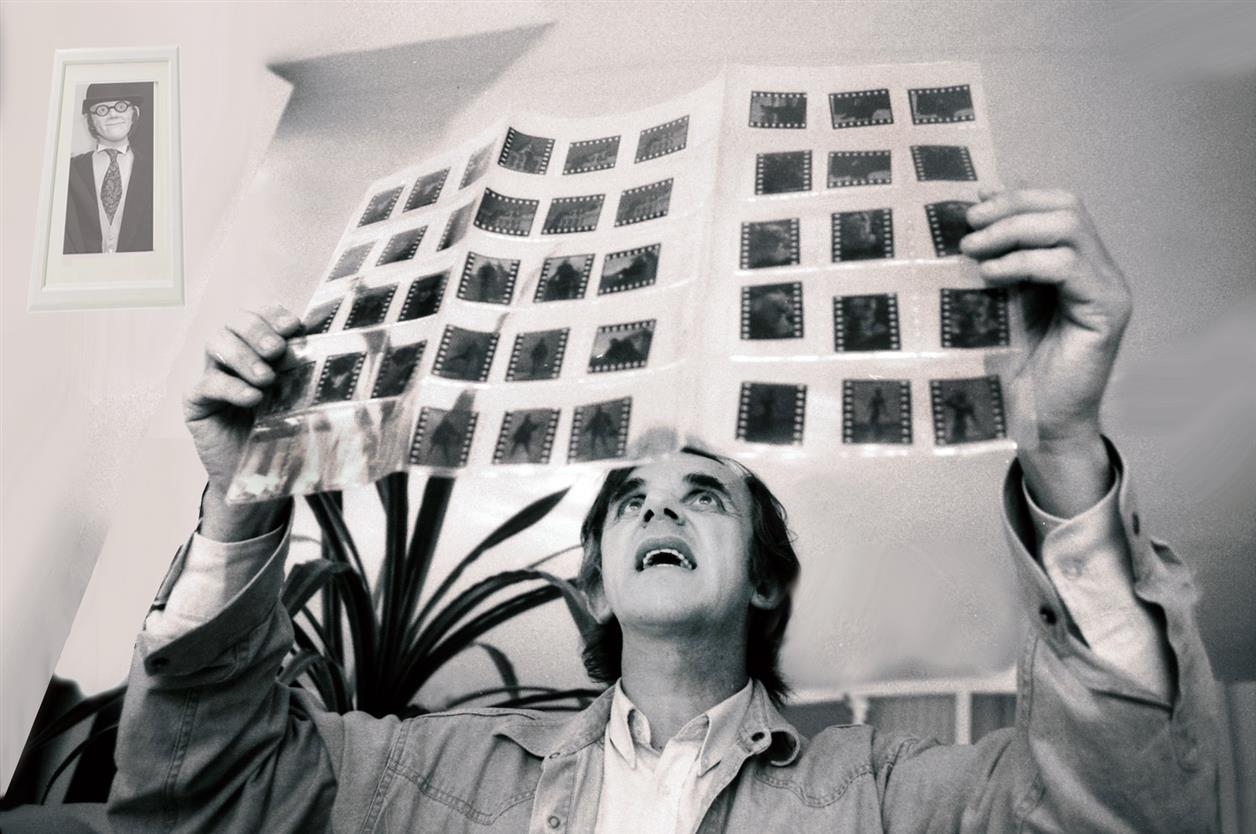
József Tóth (Foto: Gyöngyi Rózsavölgyi)

- 2001: Portrétní galerie maďarských fotografů. Dům maďarských fotografů, Budapešť
- 2002: Fotografie Józsefa Tótha, Artphoto Galéria – www.artphoto.hu
- Tóth József Füles: Lássátok feleim… Reklámfotók 1962-1970. (Podívejte se na mé polovičky... Reklamní fotografie) Vintage Galéria, Budapest.
- 2019: Legendás fotómodellek a XX. századból (Legendární fotomodelky XX. století), Klebelsberg Kultúrkúria, Budapešť, Maďarsko (8. února)

## Vybrané skupinové výstavy
- 1966: 125 let maďarské fotografie, Maďarská národní galerie, Budapešť
- 1981-82: FAKT – OBRAZ, Dějiny maďarské fotografie 1840-1981, Műcsarnok, Budapešť
- 1998: Maďarská fotografie, Műcsarnok, Budapešť
- 1999: Fotoszalon 3., výstava fotografického oddělení MAOE, Olof Palme Ház, Budapešť
- 2000: Fotoszalon 4., výstava fotografického oddělení MAOE, Galerie Vigadó, Budapešť
- 2001: Národní výstava fotografií – Photo Salon 2001, Műcsarnok, Budapešť
- 2003: Současná maďarská fotografie 2003, Galerie Pécs.

Autorova díla jsou ve veřejných sbírkách:
- Maďarské muzeum fotografie, Kecskemét
- Sbírka současné fotografie Jelenkori Fotóművészeti Gyűjtemény

## Publikace
- 2001 Magyar fényképészek arcképcsarnoka (Portrétní galerie maďarských fotografů)
- 2001 Füles mester mosolyalbuma (Úsměvné album mistra Fülese)
- 2002 Füles mester képeskönyve (Obrázková kniha mistra Fülese)
- 2004 Középkori magyar templomos könyv (Středověká maďarská církevní kniha)
- 2005 Zsinagógák Magyarországon (Synagogy v Maďarsku)
- 2005 Füles mester panoptikuma (Panoptikum mistra Fülese)
- 2005 Petőfi fényképezőgéppel
- 2006 KARIKATÚRÁK 1965 (KARIKATURY 1965)
- 2007 RUDAS gyógyfürdő (Lázně RUDAS)
- 2007 Reklamní fotografie
- 2008 A hegedű mosolya (Úsměv houslí)
- 2008 Múltunk hídjai (Mosty naší minulosti)
- 2009 Radnóti 100 vers 100 kép (Radnótiho 100 básní a 100 obrazů)
- Kresz Albert–Markovics Ferenc–Tóth József: Fotó hátország jeles katonái (Fotografie slavných vojáků); HUNGART Vizuális Művészek Közös Jogkezelő Társasága Egyesület, Bp., 2011
- 2011 Rejtőzködő Budapest (Skrytá Budapešť)
- 2012 Szentendrei festők arcképcsarnoka (Portrétní galerie malířů)
- 2012 Józsefváros képeskönyve 1 (Obrazová kniha Józsefvárose 1); fotó Tóth József; Józsefvárosi Önkormányzat, Bp.

## Film, TV
- Ízlések és fotonok 1-5 (Chutě a fotony). Duna TV, 2003. duben-květen 2003 (redaktor-režie: György Kovács, kamera: Tamás Babos, moderátor: Gábor Szabó. Tivoli-Filmprodukció Kft. 2003)

## Ocenění
- 1978 – Cena Balázse Bély (1978)
- 1980 – Pamětní medaile za maďarskou reklamu
- 1983 – Cena Józsefa Pécse
- 1988 – Zasloužilý umělec Maďarska
- 2001 – Cena Asociace maďarských fotografů za celoživotní dílo
- 2004 – Národní asociace maďarských umělců, Velká cena
- 2008 - Magyarország Kiváló Művésze díj (Vynikající umělec)

## Galerie

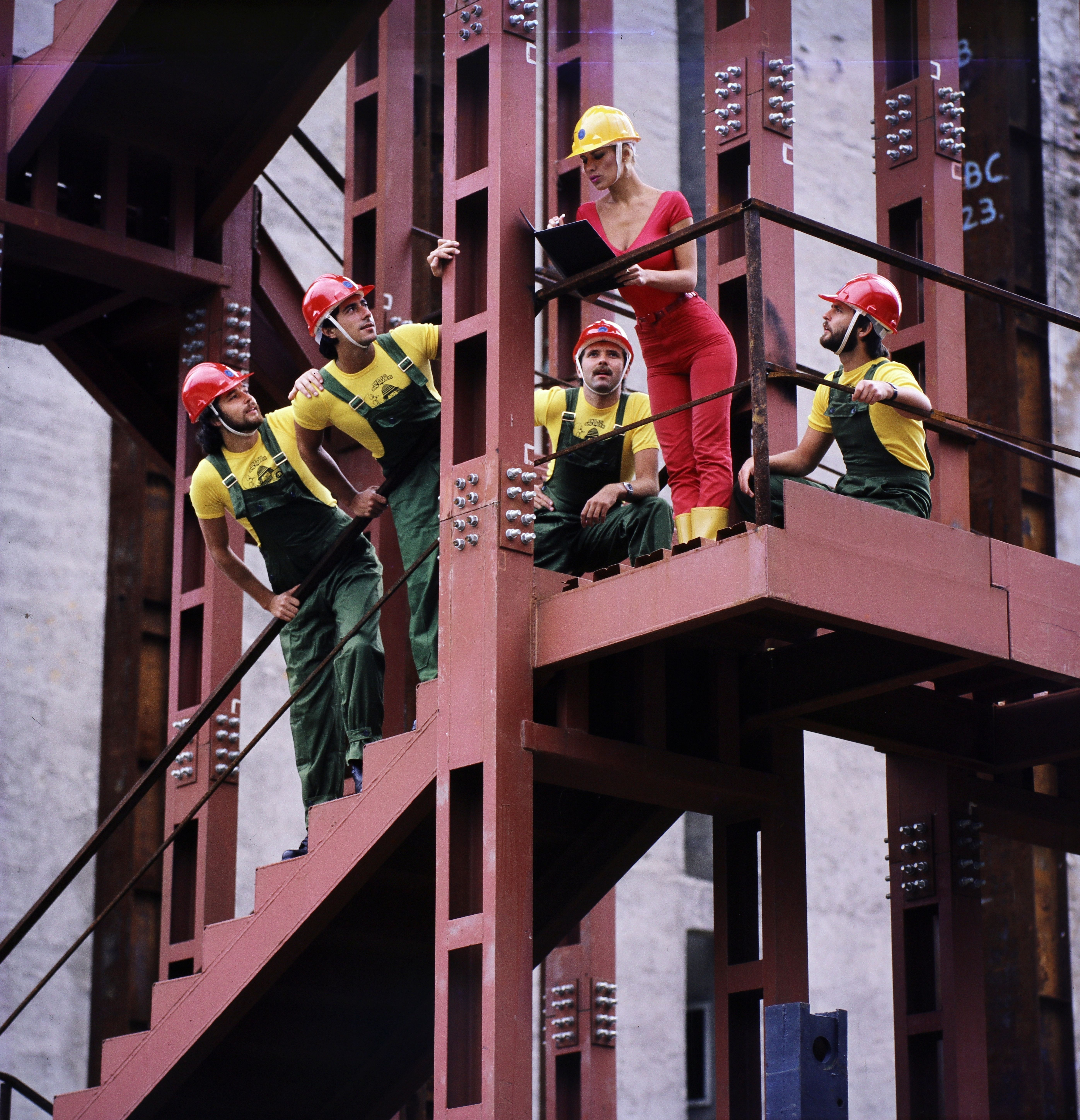
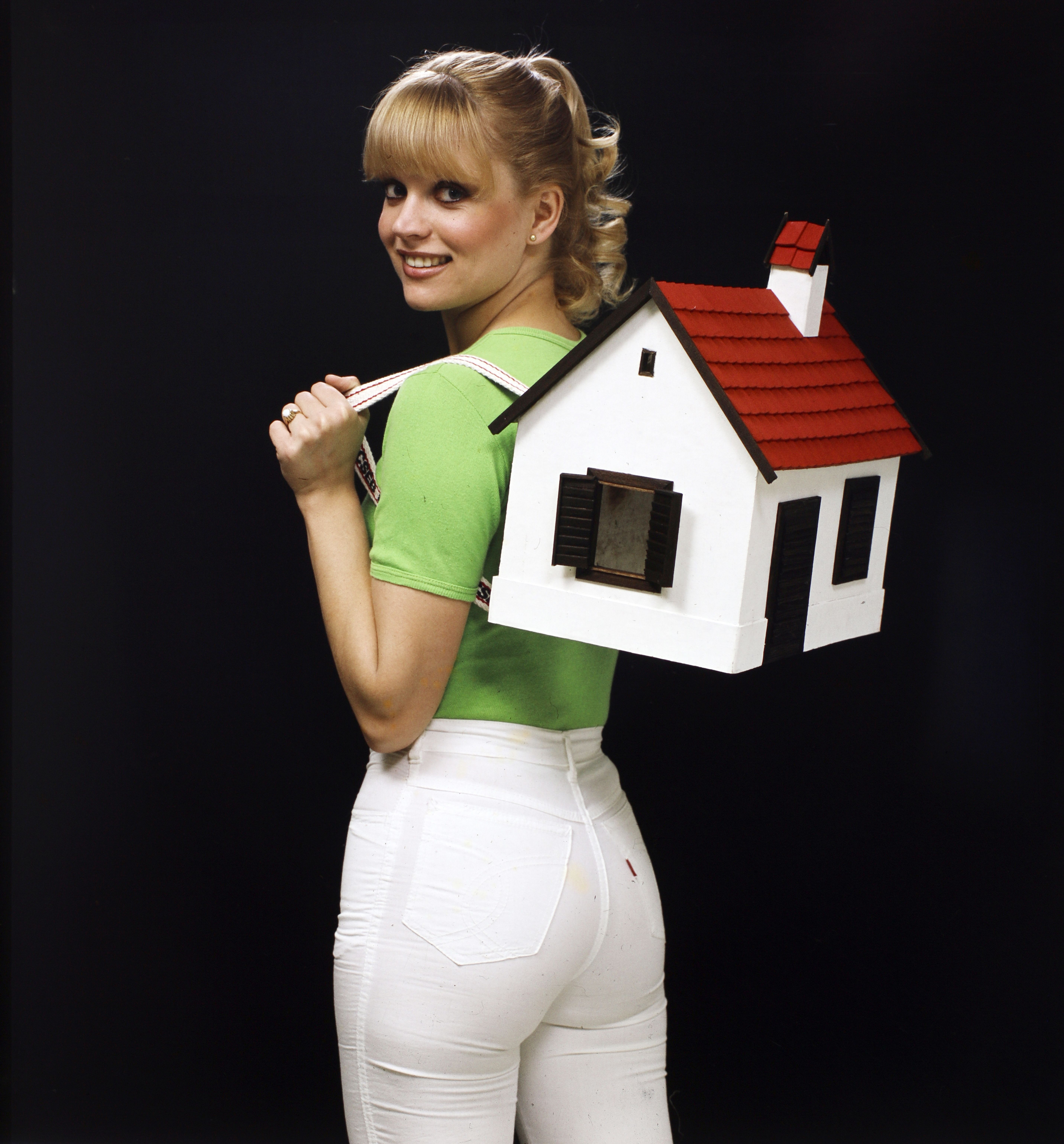
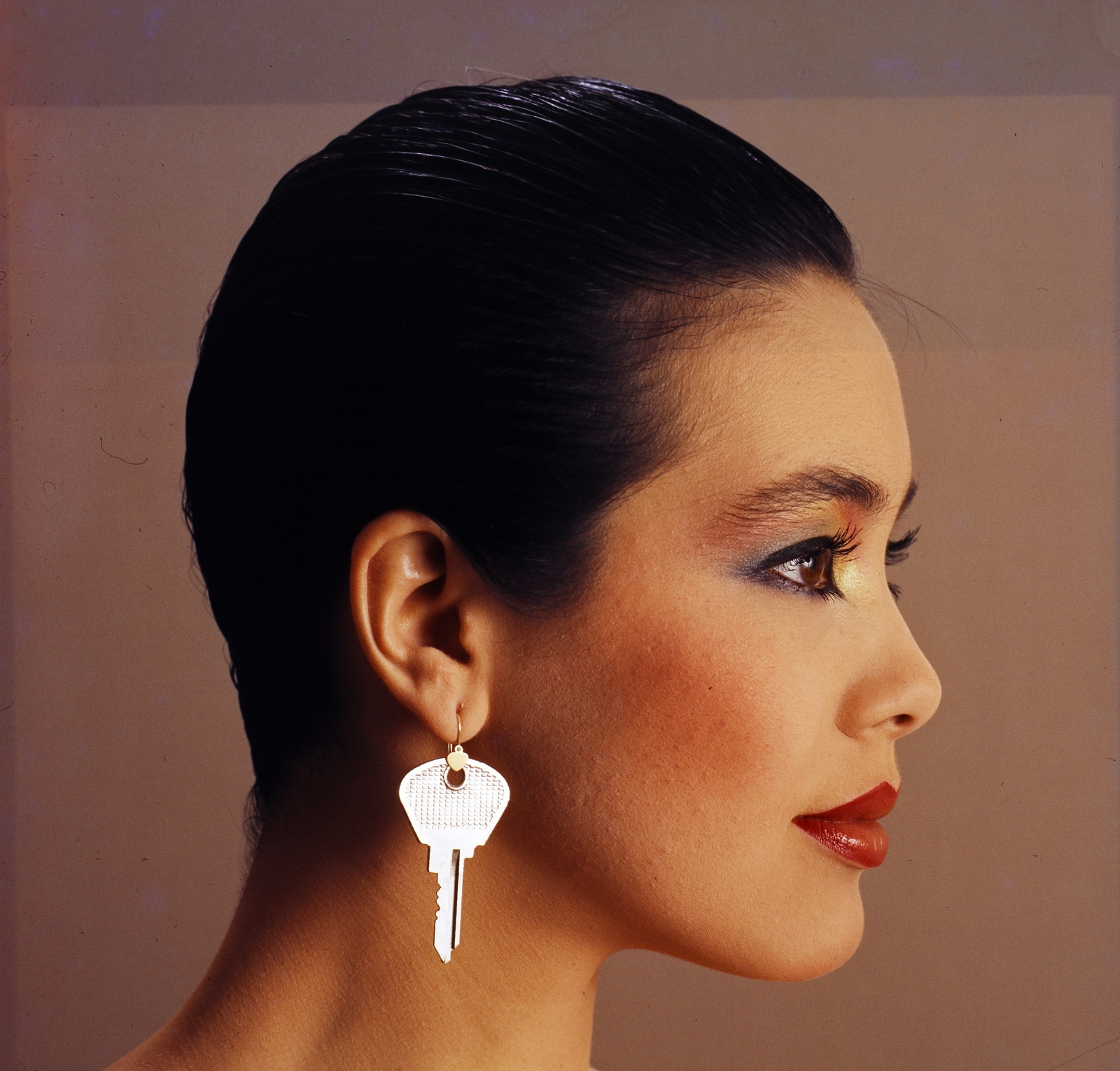
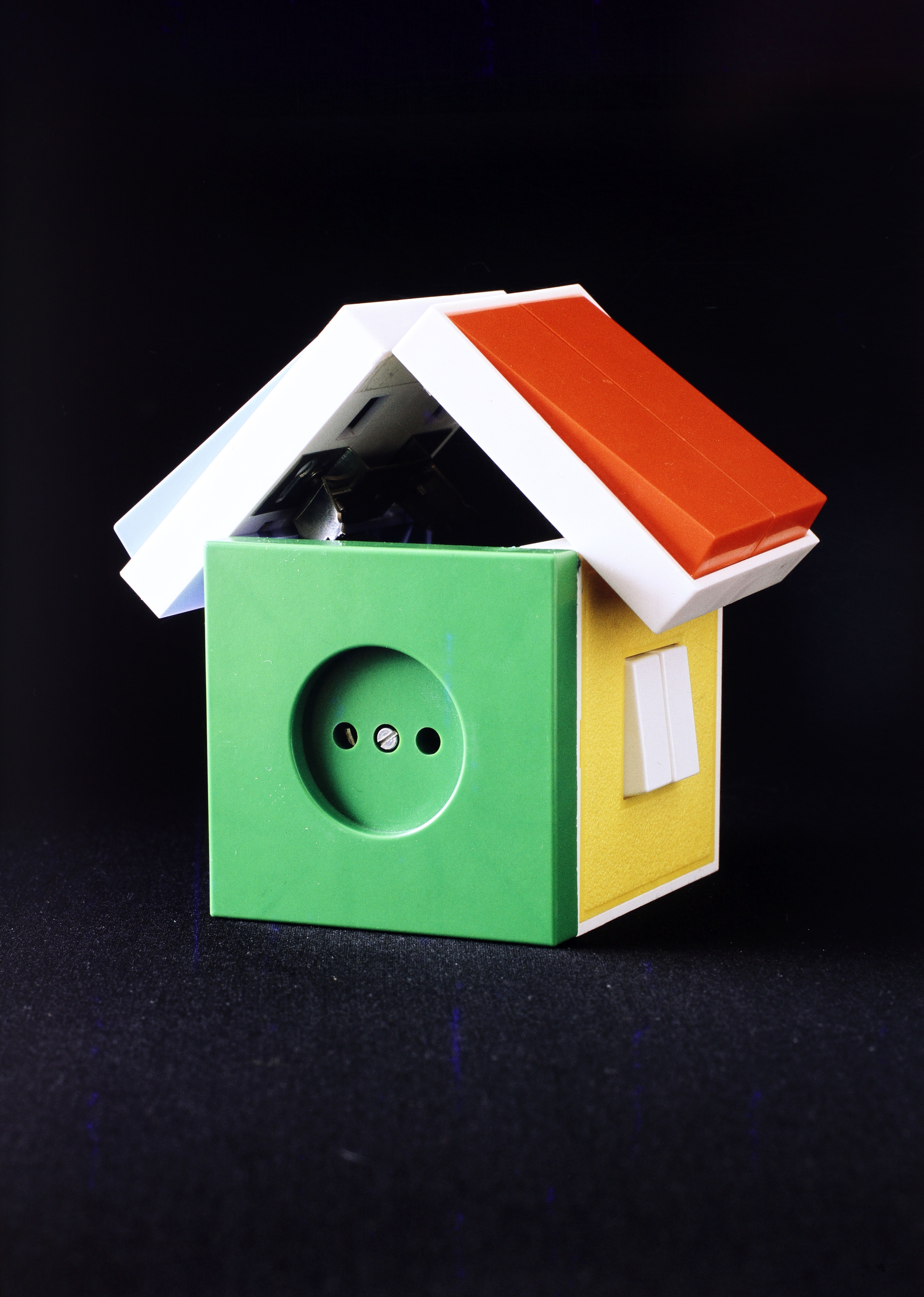
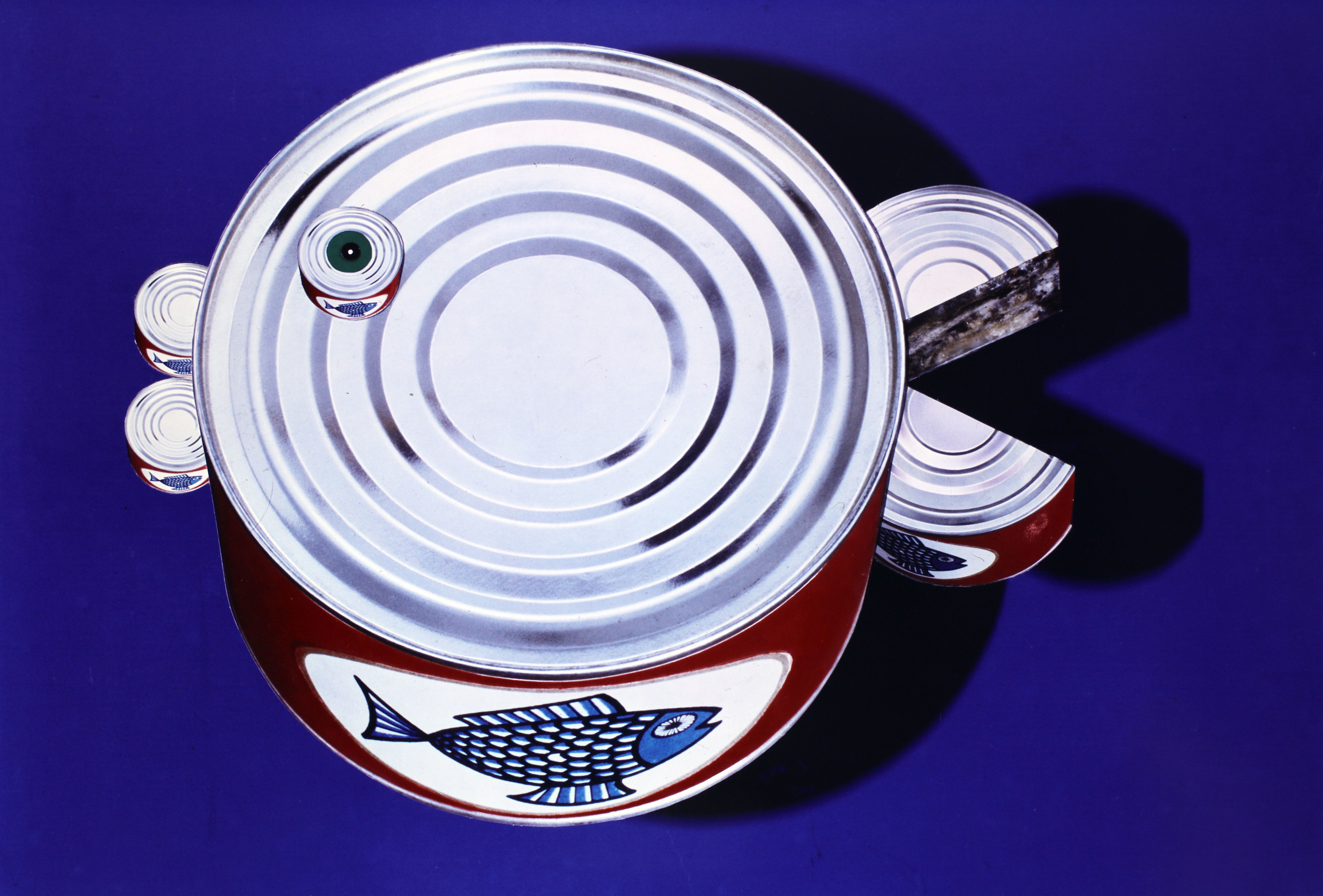
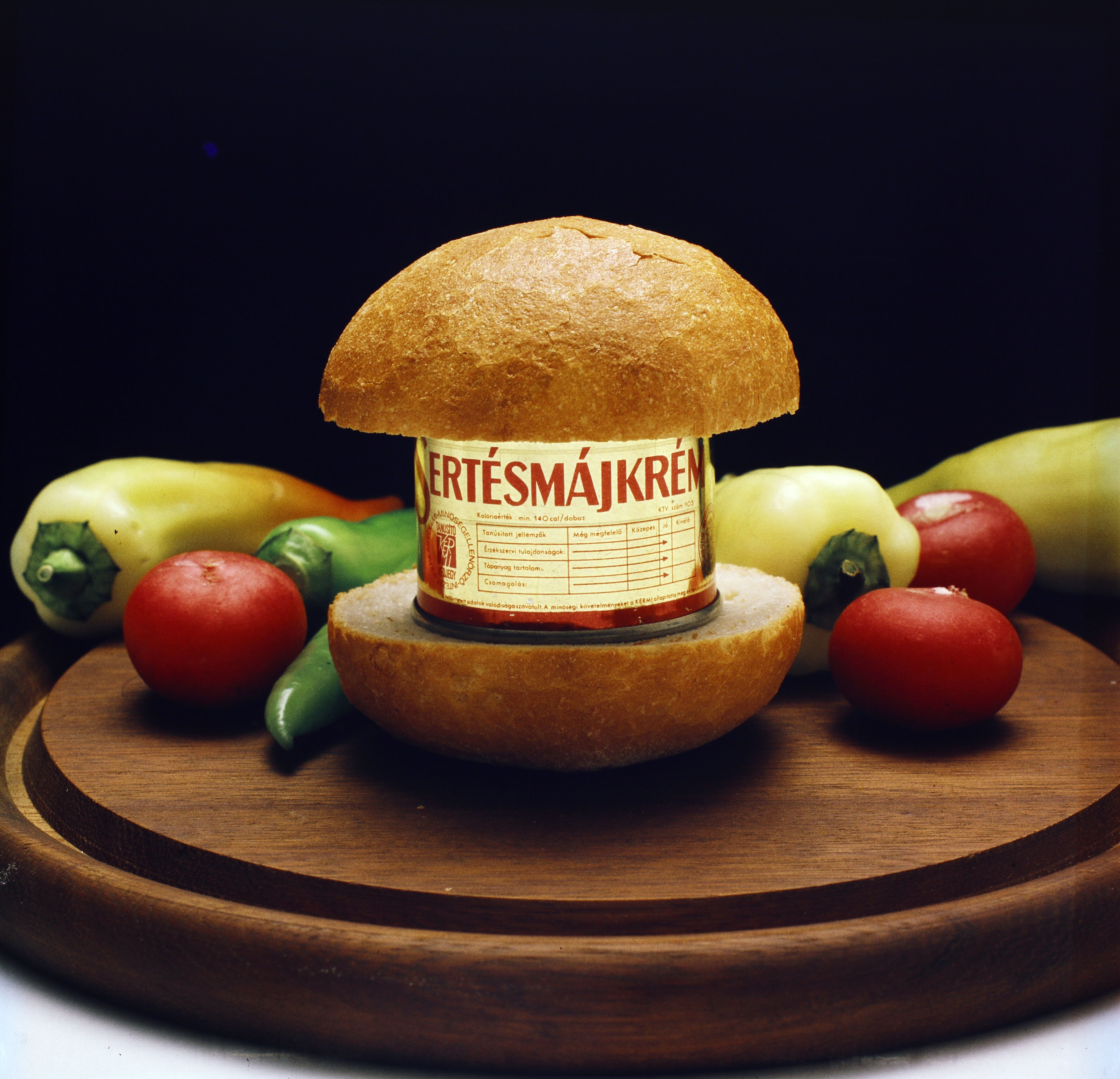
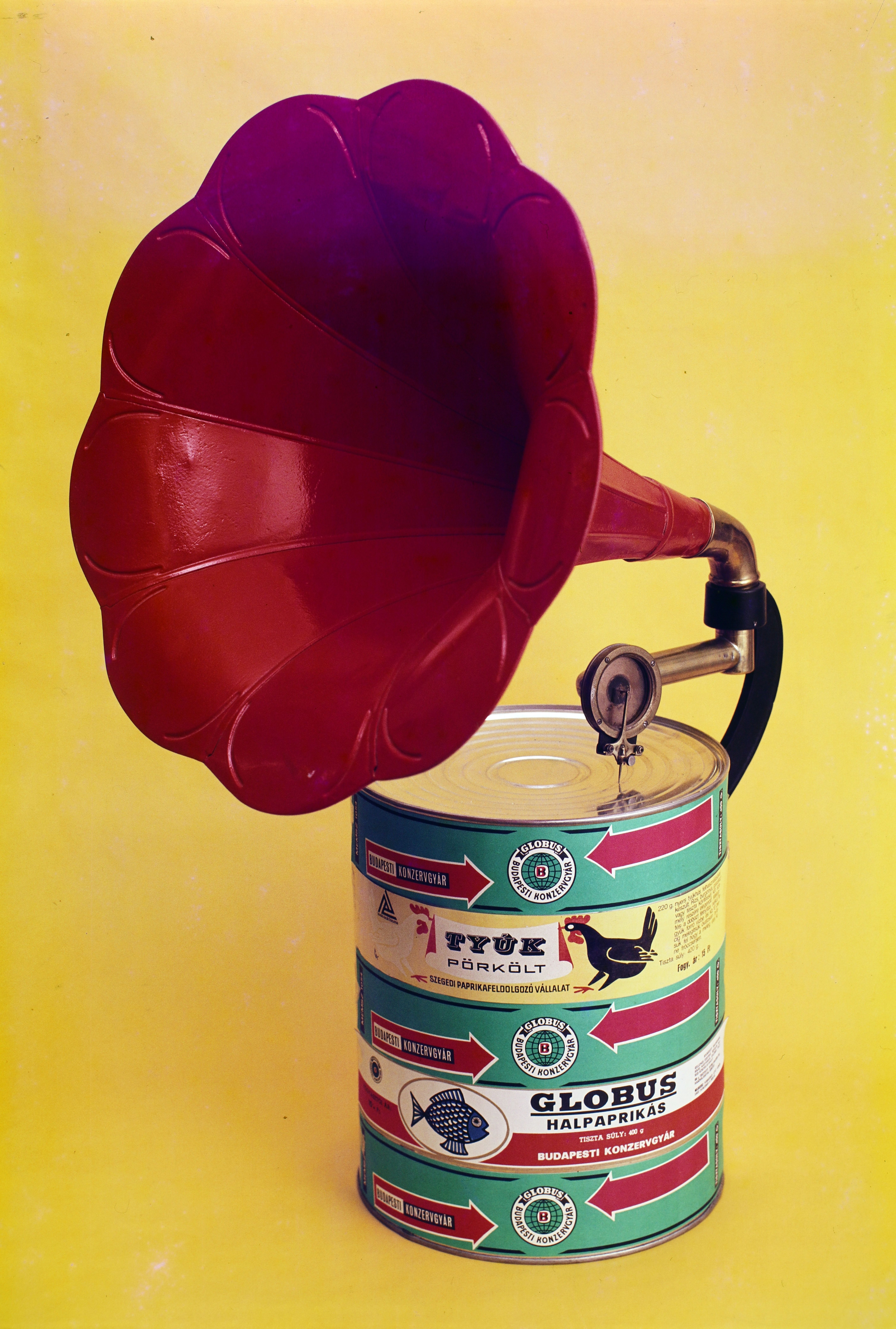
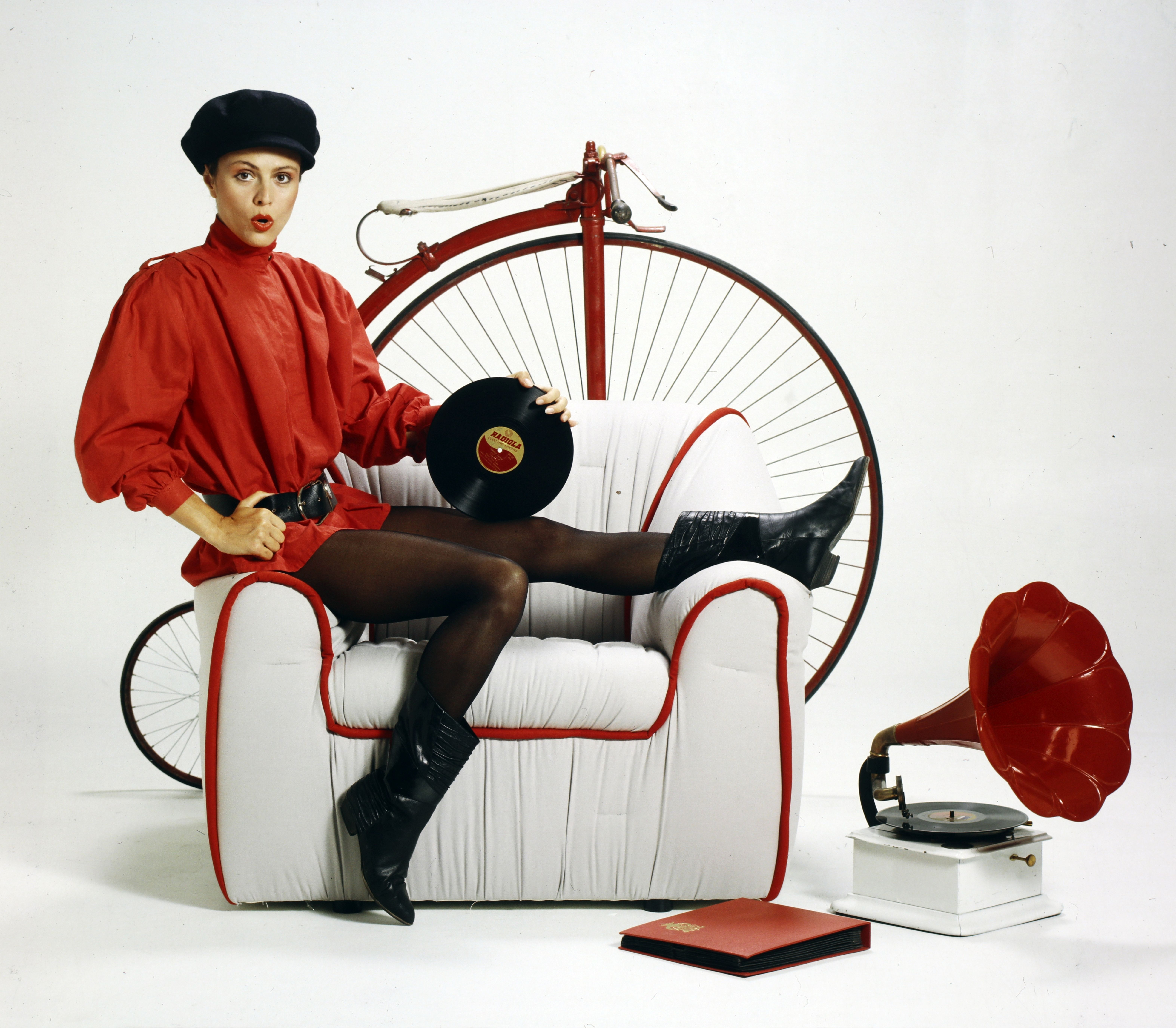
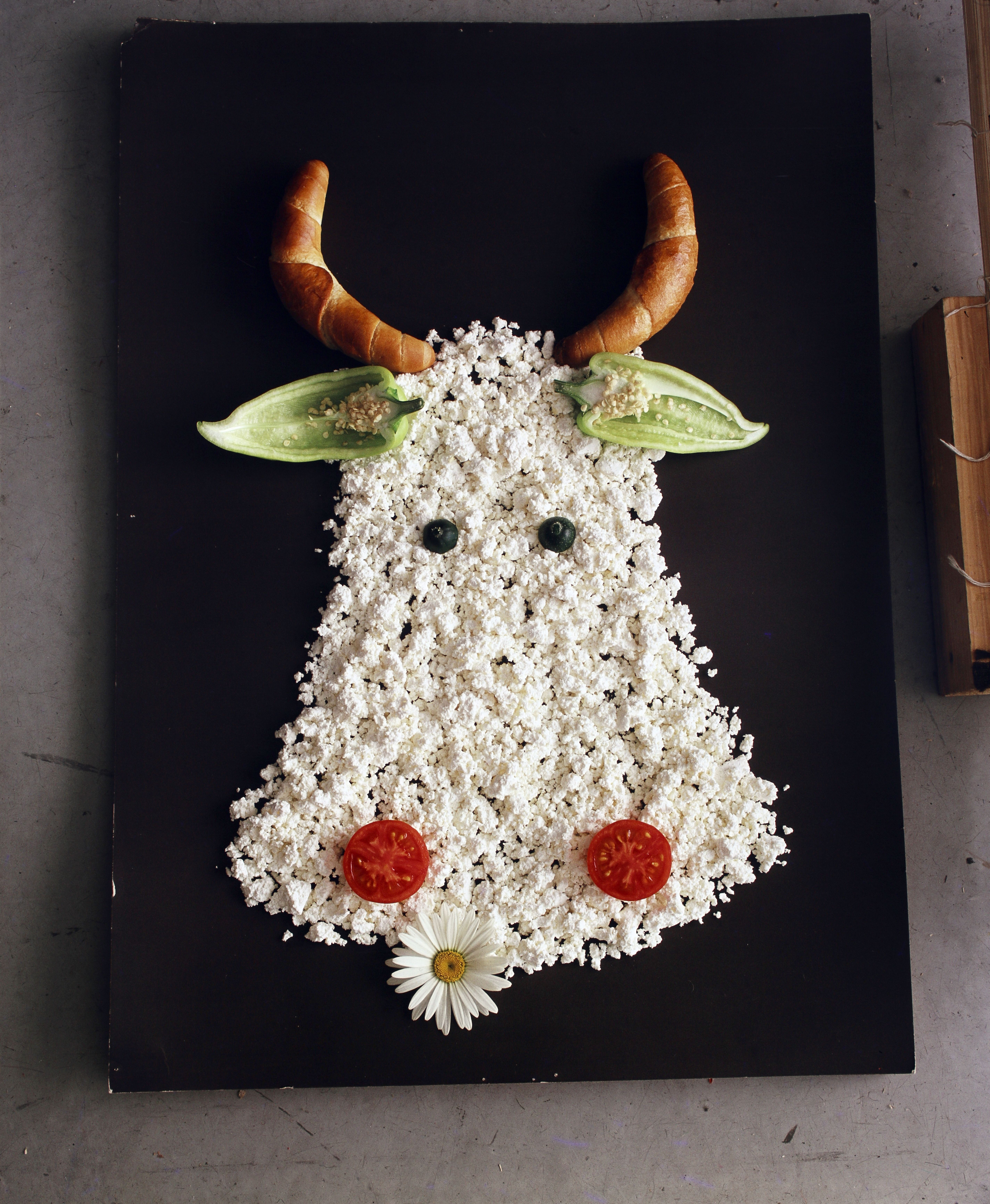
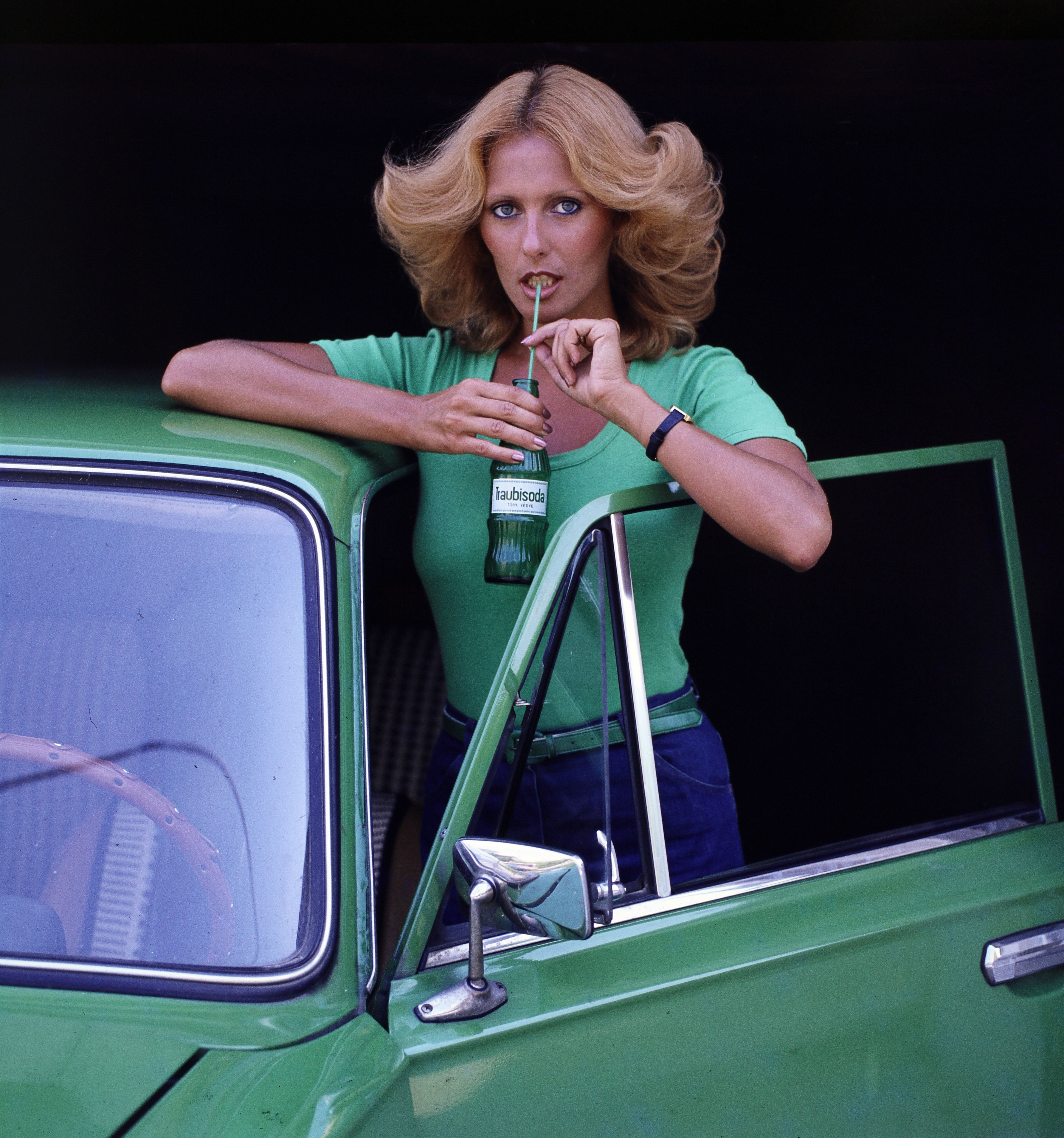
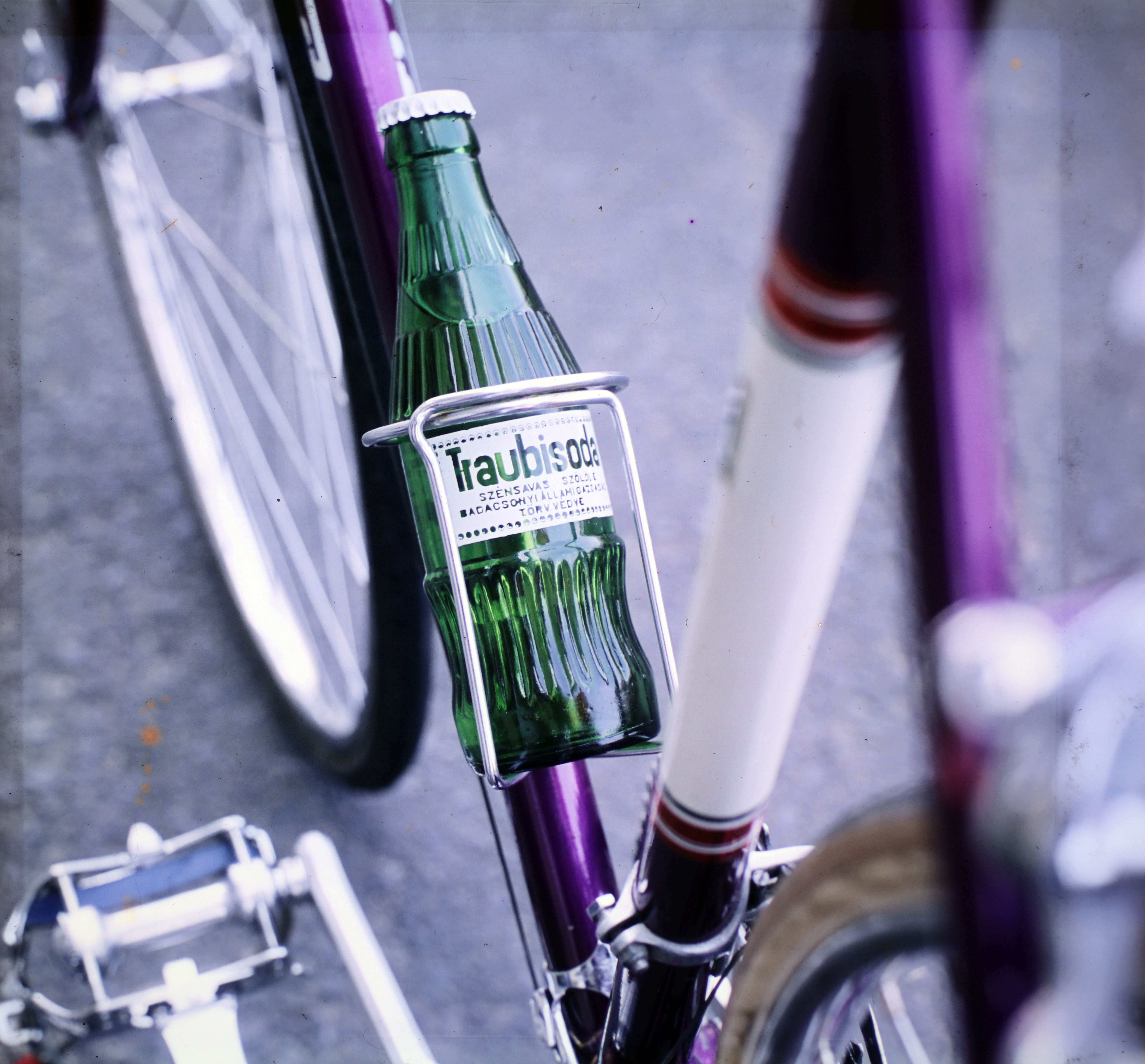